# Katastrofa kolejowa pod Piotrkowem Trybunalskim
Katastrofa kolejowa pod Piotrkowem Trybunalskim – katastrofa, która wydarzyła się 9 października 1962 roku, 7 kilometrów od dworca PKP w Piotrkowie Trybunalskim, między wsiami Jarosty i Moszczenicą. W wyniku zderzenia dwóch pociągów pasażerskich, śmierć poniosły 34 osoby, a 67 osób zostało rannych (według relacji Polskiej Kroniki Filmowej (nr 62/42A) zginęło 41 osób, a około 70 odniosło rany).

## Okoliczności zderzenia
W zderzeniu brały udział dwa międzynarodowe pociągi pośpieszne. Jeden ze składów był relacji Sofia – Warszawa (przez Belgrad, Budapeszt i Zebrzydowice), a drugi – Chopin – jechał z Warszawy do Wiednia. Kilka minut po opuszczeniu Piotrkowa Trybunalskiego, kilkaset metrów za wsią Jarosty, około godziny 21, trzy ostatnie wagony pociągu pośpiesznego relacji Sofia – Warszawa odczepiły się od składu i wypadły z torów, blokując równoległy tor. Oprócz oderwanej części, kilka końcowych wagonów było również wykolejonych. Kilkanaście minut później nadjechał na pełnej prędkości pociąg pośpieszny relacji Warszawa – Wiedeń. Kolejarze usiłowali zatrzymać skład, jednak ze względu na gęstą mgłę próby nie powiodły się. Maszynista Wiesław Kolarczyk w ostatniej chwili dostrzegł światła latarek i rozpoczął hamowanie: z prędkości 105 km/h zdołał zejść do 90 km/h. Pociąg uderzył w oderwaną część składu stojącą na jego torze, wagony spiętrzyły się, a metalowe fragmenty zostały porozrzucane w promieniu stu metrów.

## Kontrowersje
Do zbadania przyczyn wypadku powołano komisję, której ustalenia kwestionowane są przez naocznych świadków. Oficjalny raport mówił o 34 osobach zabitych i 67 rannych. Liczby te wielu uznaje za zaniżone, gdyż rannych przyjmowały szpitale z Piotrkowa, Tomaszowa Mazowieckiego, Rawy Mazowieckiej, Radomska i Łodzi. W ówczesnej prasie lokalnej w tamtym czasie napisano, że sam szpital w Piotrkowie przyjął 60 rannych. Początkowo pomoc była źle zorganizowana, zabrakło powiadamiania ratunkowego (pierwsze karetki z oddalonego o 7 kilometrów Piotrkowa dojechały na miejsce po godzinie). Brakuje także jakichkolwiek informacji na temat katastrofy w archiwach państwowych, kolejowych i policyjnych.
Po trzech dniach prac komisji ogłoszono wyniki śledztwa. Za przyczynę wykolejenia wagonów uznano pękniętą w kilku miejscach na odcinku pięciu metrów szynę wyprodukowaną z nieodpowiedniej stali.
W październiku 2007 roku, w 45. rocznicę wypadku, odsłonięto w miejscu zdarzenia pomnik upamiętniający ofiary katastrofy.
Niektórzy historycy uznają, że władze wykorzystały katastrofę do zatuszowania w mediach wypadku podczas Defilady Wojsk Układu Warszawskiego.
Wśród ofiar śmiertelnych było węgierskie małżeństwo László i Éva Teleki. Urodzony w 1912 roku László Teleki von Szek pochodził z rodziny znanej na Węgrzech w okresie międzywojennym. Rodzinnym gniazdem rodziny Teleki było miasto Gyömrő, w którym znajduje się pałac należący do familii. László Teleki był m.in. przywódcą węgierskiego ruchu skautingowego.